# ساو (قمر)
ساو هو قمر غير نظامي في حركة طردية حول كوكب نبتون اكتشف في 14 أغسطس 2002 من قبل ماثيو جيه. هولمان، جون جيه كافيلارز، تومي جراف، ويسلي سي فريزر ودان ميليسافلجيفيك .تم الاكتشاف باستخدام تقنيات تلسكوب أرضي مبتكرة ولقد غاب ساو إلى جانب لوميديا وهاليميد عن المركبة الفضائية فوياجر 2 في عام 1989 لأنه باهت جدا وبعيد عن نبتون.

## خصائص
ساو يتتبع مدارا مائل على نحو إستثنائي ومنحرف بشكل معتدل على الرسم البياني فيما يتعلق بالأقمار الغير المنتظمة الأخرى لنبتون.
مدار ساو حول نبتون يقع على مسافة تقدر بحوالي 22.4 مليون كم وقطرة يقارب 44 كيلومترا (على افتراض بياض قدرة 0.04).
القمر في رنين كوزاي، أي أن ميله المداري وانحرافه متقارنان (ينخفض الميل المداري بينما يزداد الانحراف والعكس بالعكس).

## الاكتشاف
اكتشف ساو مع القمر هاليميد والقمر لوميديا في 14 أغسطس 2002 وذلك باستخدام الصور التي التقطها تلسكوب بلانكو ( 4.0 متر) في مرصد كرو تولولو، ومقراب كندا-فرنسا -هاواي (3.6 متر) في هاواي. تم الجمع بين الصور المتعددة رقميا حتى ظهرت النجوم كالشرائط، في حين أن الأقمار ظهرت كنقاط من الضوء.
تم اكتشاف هاليميد ولوميديا وساو من خلال استخدام التلسكوبات الأرضية - وكانت هذه هي المرة الأولى التي يكتشف فيها قمر لنبتون بواسطة التلسكوب منذ اكتشاف نيريد في عام 1949 من قبل جيرارد كايبر.
ساو مثل العديد من الأقمار الخارجية لنبتون، يسمى نسبة لواحدة من النيريدات الخمسين بنات نيريوس ودوريس. قبل الإعلان عن اسمه في 3 فبراير 2007 (IAUC 8802)، كان ساو معروفا بالتسمية المؤقتة S/2002 N 2.